# 周金
周金（1473年—1546年），字子庚，號約庵，直隸常州府武進縣（今江蘇省常州市）人，南京府軍右衛軍籍，明朝政治人物。

## 生平
正德三年（1508年），登進士，授户科給事中，歷工科右、兵科左，九年三月累遷戶科都給事中，上疏反對中官迎佛及監織造者濫乞引鹽。朝廷商議出兵土魯番，收復哈密。周金上疏反對因邊疆虛憊，不宜出兵，隨後聽從其議。十一年八月升太仆寺少卿。
嘉靖元年（1522年），由太僕寺少卿遷都察院右僉都御史，巡撫延綏。四年三月改宣府巡撫、晋升右副都御史，六年六月拾遺致仕。大同兵變時，士兵殺張文錦，當時邊疆士兵均受其影響。當時宣府總督侍郎馮清苛刻，動輒鞭打諸軍請糧，士兵遂圍清府署。周金則出面召集軍官，聲明是馮清之錯，并欲痛鞭打，隨後給士兵諭以利害，眾人離去，所以沒有發生兵變。
嘉靖十二年（1533年）二月吏部疏薦起復，七月以原官巡抚保定兼提督紫荆等关，巡按御史李新芳懷疑廣平知縣害自己，於是欲逮捕。知府出面調停，李新芳并欲逮捕知府，并發兵兩千追捕。知府及佐貳皆走，一城盡空。周金揭發其罪，而都御史王廷相卻庇護李新芳，相爭不息。明世宗遂逮捕李新芳下刑部，罷免官職。十四年四月周金晋升兵部右侍郎。十五年三月晋升右都御史，總督漕運并巡撫鳳陽諸府。二十年四月升任南京刑部尚書，二十一年二月轉為南京戶部尚書，九月以六年考满，诏加太子少保，嘉靖二十四年（1545年）三月考察，致仕歸鄉，二十五年八月卒，享年七十四。贈太子太保，諡襄敏。

## 家族
曾祖周彦居。祖周道信。父周广。前母嚴氏，母张氏。永感下，兄鑑、鐸、弟鎬。

## 延伸阅读
[在维基数据编辑]
 《明史卷二百〇一》，出自《明史》

| 官衔        | 官衔                                                           | 官衔          |
| ----------- | -------------------------------------------------------------- | ------------- |
| 前任： 張縉 | 明朝宣府巡抚 嘉靖四年三月乙巳－嘉靖六年三月壬寅 1525年－1527年 | 繼任： 劉源清 |